# Bobina de Tesla musical
La bobina de Tesla musical, también llamada «zeusófono», «thoremín» o relámpago musical, es una forma de arco cantante. Es una variedad en estado sólido de una bobina de Tesla modificada para reproducir notas musicales modulando sus chispas. Se produce un campo eléctrico que produce unas ondas sonoras. Los tonos musicales se producen directamente por el paso de las corrientes eléctricas visibles a través del aire.

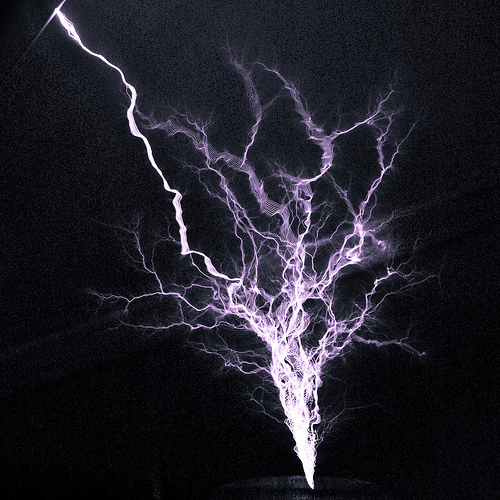
Bobina de Tesla «ArcAttack» en SXSW, 14 de marzo de 2007

Joe DiPrima y Oliver Greaves presentaron su proyecto durante el evento SXSW de DorkBot  en 2007. DiPrima acabó llamando a su grupo «ArcAttack», convirtiéndose en el primer grupo musical del mundo que reproducía canciones con arcos eléctricos de bobinas de Tesla.
El método más común de reproducción es mediante MIDI. Funciona con un microcontrolador programado para interpretar datos MIDI y producir un resultado correspondiente a una señal modulada por ancho de pulsos, asociada a una bobina de Tesla mediante fibra óptica.

## Zeusófono
El nombre «zeusófono» fue acuñado tras una demostración pública del dispositivo el 9 de junio de 2007 en la DucKon 16, una convención de ciencia ficción en Naperville, Illinois. Fue realizado por Steve Ward, un estudiante de ingeniería eléctrica en la Universidad de Illinois en Urbana–Champaign, que diseñó y fabricó la bobina de Tesla que utilizó. Posteriormente realizó otros eventos con su amigo y diseñador Jeff Larson empalmando bobinas de Tesla de 41 kHz.
El término «zeusófono» fue concebido por el Dr. Barry Gehm, de la Universidad de Lyon, el 19 de junio de 2007, en una conversación con su amigo  Bill Higgins. Es un juego de palabras entre el sufijo «-fono», del griego, que indica sonido y el nombre Zeus, dios del trueno en la mitología griega.  El nombre fue adoptado por Ward el 21 de junio de 2007. También se le llamó  «thoremín», por parte de Dan Butler-Ehle;  haciendo un juego de palabras entre «theremín» y de Thor, el dios del trueno en la mitología nórdica.